# Port lotniczy Dżuba
Port lotniczy Dżuba (IATA: JUB, ICAO: HSSJ) – port lotniczy położony w Dżubie, stolicy Sudanu Południowego, niepodległego od 9 lipca 2011, w stanie Ekwatoria Środkowa. Jest największym portem lotniczym w tym kraju, a także jednym z dwóch międzynarodowych wraz z portem lotniczym Malakal. Położone na północny wschód od centrum miasta.
Port ma trzy terminale, ale tylko jeden jest w użyciu. Po uzyskaniu niepodległości w 2011 roku rząd planował budowę nowego terminala, prace rozpoczęły się w 2012 roku i zakończyły z powodu braku finansowania. W 2016 roku terminal powstał, ale w znacznie okrojonym zakresie. Terminal składa się przede wszystkim z namiotu z kilkoma miejscami siedzącymi oraz pawilonu uruchomionego w 2008 roku.
Według raportów The Economist oraz Sleep in Airport, lotnisko w Dżubie jest najgorszym lotniskiem na świecie.

## Linie lotnicze i połączenia
| Linia Lotnicza          | Kierunek                                                              |
| ----------------------- | --------------------------------------------------------------------- |
| African Express Airways | 1. Nairobi                                                            |
| Badr Airlines           | 1. Chartum 2. Wau                                                     |
| EgyptAir                | 1. Kair                                                               |
| Ethiopian Airlines      | 1. Addis Abeba 2. Entebbe                                             |
| Fly540                  | 1. Nairobi                                                            |
| Flydubai                | 1. Dubaj                                                              |
| Golden Wings Aviation   | 1. Uwajl 2. Entebbe 3. Chartum 4. Malakal 5. Paloich 6. Rumbek 7. Wau |
| Kenya Airways           | 1. Chartum 2. Nairobi                                                 |
| Nova Airways            | 1. Chartum                                                            |
| RwandAir                | 1. Entebbe 2. Kigali                                                  |
| Sky Travel and Aviation | 1. Gulu                                                               |
| Sudan Airways           | 1. Chartum                                                            |
| Tarco Airlines          | 1. Chartum                                                            |
| Turkish Airlines        | 1. Stambuł                                                            |
| Uganda Airlines         | 1. Entebbe                                                            |